# Alonso Pérez de Vivero y Menchaca
Alonso Pérez de Vivero y Menchaca (Valladolid, h. 1603-Cambrai, 21 de noviembre de 1661) fue un militar, político y aristócrata español, titulado III conde de Fuensaldaña y VII vizconde de Altamira, señor de las tercias de la villa de Dueñas, señor de Barcial de la Loma, Valdesandinas, Urueña, Torrelobatón y Gema, de las Merindades de Galdo y Villajuán y de otras poblaciones, que ocupó el cargo de gobernador de Milán (1656-1660).

## Orígenes familiares
Fue hijo de Juan Pérez de Vivero, II conde de Fuensaldaña y VI vizconde de Altamira, señor de las tercias de la villa de Dueñas, señor de Barcial de la Loma, Valdesandinas, Urueña, Torrelobatón y Gema, de las Merindades de Galdo y Villajuán y de otras poblaciones, y de su esposa María de Menchaca y Velázquez.

## Biografía
Muy joven partió para los Países Bajos donde aparte de hacer carrera militar fue gentilhombre del cardenal-infante Fernando de Austria, gobernador de aquel territorio.
En 1632 era ya capitán de un tercio. Desde febrero de 1635 fue castellano de Cambrai, donde su tercio quedó de guarnición y donde estuvo encargado de detener las terribles secuelas de la Batalla de Avins. Este tercio se mantuvo de guarnición entre Cambrai y Valenciennes. En 1636 fue nombrado maestre de campo.
En abril de 1640 fue promovido al generalato de la artillería de la frontera de Francia. Posteriormente fue general de la caballería del ejército de la frontera de Holanda y maestre de campo general de dicho ejército (1643) siendo transferido en 1644, con el mismo empleo, a la frontera con Francia. Se mantuvo en este puesto hasta 1646, año en que fue designado para suceder a Diego de Benavides, después octavo conde de Santisteban del Puerto, como gobernador de las armas del ejército de Extremadura en la lucha contra el Portugal sublevado, donde permaneció poco tiempo.

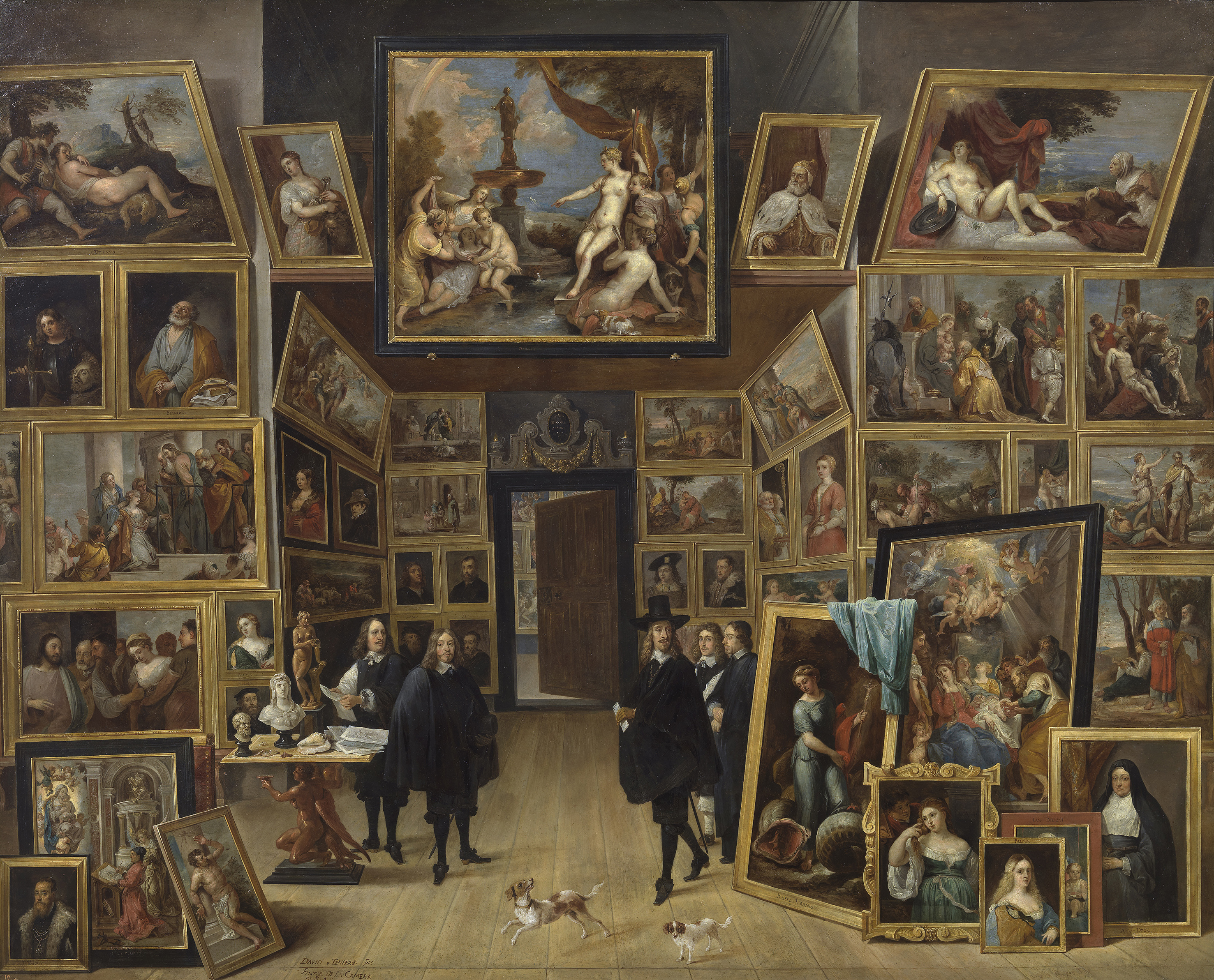
El archiduque Leopoldo Guillermo en su galería de pinturas en Bruselas por David Teniers el Joven (Museo del Prado, Madrid); junto a la mesa con capa negra aparece retratado el conde de Fuensaldaña.

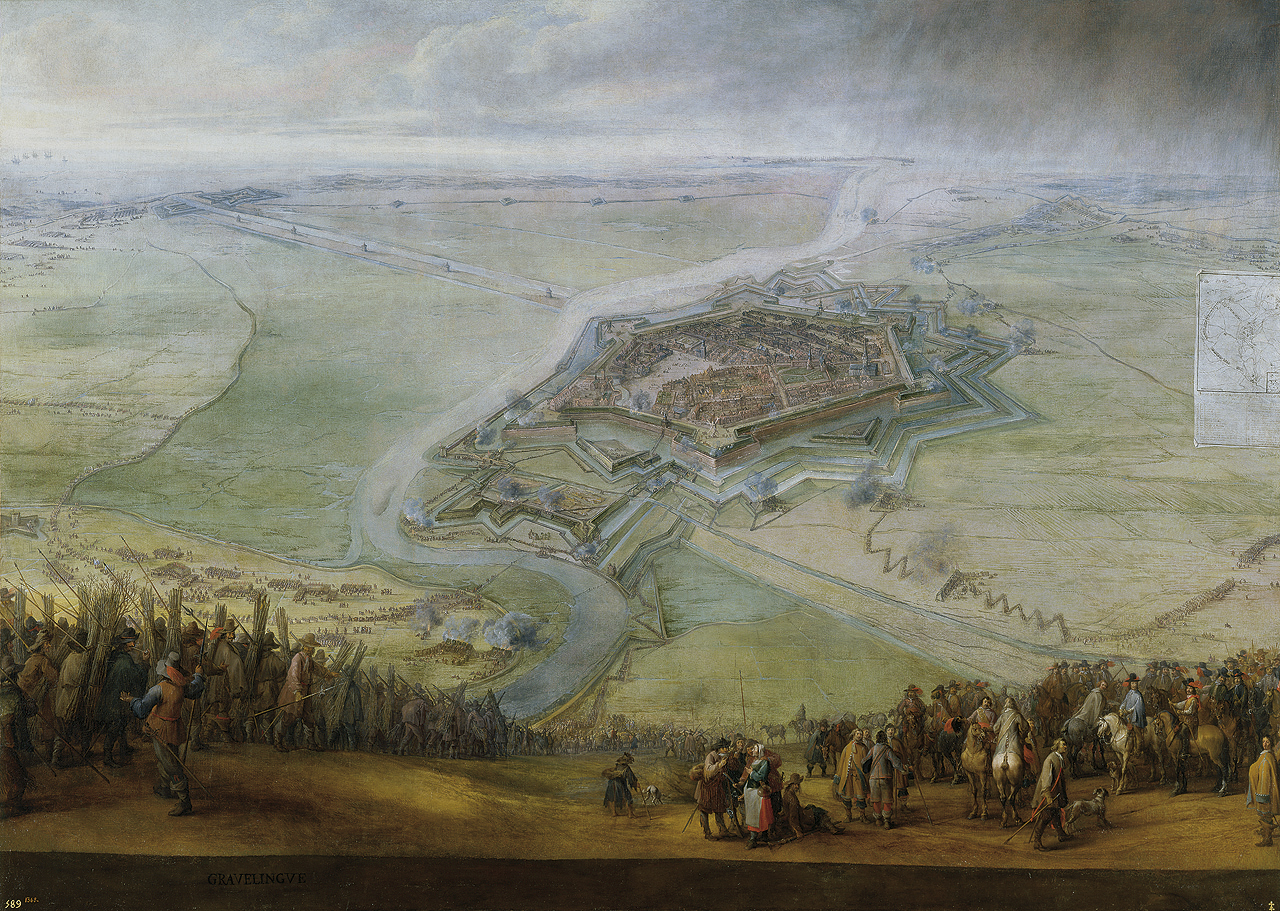
El sitio de Gravelinas (h. 1652-1653) por Pieter Snayers (Museo del Prado, Madrid); a la derecha el conde de Fuensaldaña aparece retratado junto al archiduque Leopoldo Guillermo de Habsburgo.

En 1648 partió de nuevo para Flandes para servir como gobernador de las armas del ejército de Flandes a las órdenes del nuevo gobernador general, el archiduque Leopoldo Guillermo de Habsburgo, junto con la superintendencia de la Hacienda. Aunque derrotado por Condé en su primera campaña cuando acudió al socorro de Lens (Batalla de Lens), desde 1649 logró reconquistar casi todo lo perdido desde la Batalla de Rocroi (1643). De estos años cabe destacar la toma, junto al archiduque Leopoldo Guillermo, de la ciudad de Gravelinas en mayo de 1652. Esta racha de victorias se quebró inesperadamente ante los muros de Arrás en 1654, uno de los asedios más meticulosamente emprendidos en Flandes desde Breda, y que supuso la caída definitiva de la ciudad en mano de los franceses.
Sus fricciones con el archiduque Leopoldo Guillermo, intensificadas en 1655, forzaron la dimisión de este (1656), asumiendo Fuensaldaña el gobierno interino hasta la llegada de don Juan José de Austria, hijo natural de Felipe IV, que había sido designado nuevo gobernador de los Países Bajos. Tras la llegada de don Juan José, don Alonso quedó como adjunto del gobernador, mientras el príncipe de Condé, que servía a España desde 1651, pasaba a desempeñar el gobierno de las armas. En su nuevo cargo asistió a la firma del tratado de cooperación con Carlos II de Inglaterra (12 de abril de 1656), exiliado en los Países Bajos españoles bajo la protección de Felipe IV, a causa del ascenso al poder en Inglaterra de Oliver Cromwell.
El 13 de enero de ese mismo año de 1656 fue designado para suceder al marqués de Caracena como nuevo gobernador de Milán. Llegó en agosto. Éste, que gozaba de la protección de don Luis de Haro, tuvo que afrontar momentos difíciles en su nuevo puesto antes de que la Paz de los Pirineos aliviase sus preocupaciones.
El primer golpe que tuvo que afrontar fue la caída en septiembre en manos de los franco-saboyanos de la importante plaza fuerte de Valenza. El conde sufrió duras críticas por esta pérdida. Por otra parte, los componentes del Estado de Milán se quejaban a Fuensaldaña del alto coste de los acuartelamientos. El gobernador se distinguió inmediatamente por el tono catastrófico de sus despachos y por su carácter angustiado.
En febrero de 1658 el enemigo, después de atravesar el Po, invadió el Cremonese. El gobernador acosó a las autoridades ciudadanas para conseguir inmediatamente el dinero necesario para movilizar al ejército, pero la ciudad de Milán opuso una fuerte resistencia. Mientras, en julio, el duque de Módena Francisco I de Este, generalísimo de los ejércitos de Francia en Italia, cruzó el Adda y se apoderó del castillo de Cassano d'Adda. En un momento en que la monarquía sufría la grave pérdida de Dunkerque y se prolongaba el largo asedio de Badajoz por parte de los portugueses, el enemigo llegaba a las puertas de Milán y se apoderaba de Vigevano y de Mortara.
Trasladado a Cassano d'Adda para contrarrestar las fuerzas del duque de Módena, Fuensaldaña tuvo que retirarse repentinamente porque sospechaba de alguna maniobra en Milán. Solamente en noviembre de 1658 la situación mejoró: los portugueses abandonaron el asedio de Badajoz y se podía esperar una ayuda desde España. En el frente interno, la muerte del duque de Módena proporcionaba un cierto alivio.
En 1659, tras la muerte de Francisco I de Este, los franceses otorgaron el mando del ejército a su hijo, Alfonso IV de Este. Mazzarino pretendía, además, convencer a Venecia para que diera su apoyo a la liga antiespañola, que comprendía a Francia, el Piamonte y Módena. Pero los acuerdos entre las potencias para conseguir una paz siguieron adelante durante esos meses y en otoño Fuensaldaña tuvo que ir a Madrid para participar en las reuniones que iban a conducir a la Paz de los Pirineos (7 de noviembre de 1659).
La larga guerra se interrumpía pero las campañas militares no habían dado a Fuensaldaña gloria alguna.
Tras las paz con Francia, Felipe IV decidió el envío de Juan José de Austria al frente portugués, designado para sustituirle en el puesto de gobernador de los Países Bajos a Fuensaldaña. Sin embargo, éste debía cumplir antes una misión diplomática acompañando hasta París a la infanta María Teresa para contraer matrimonio con Luis XIV, para desde allí desplazarse posteriormente a Flandes, quedando entretanto el marqués de Caracena como gobernador interino en Bruselas. Cuando se dirigía allí para ocupar su gobierno, enfermó en el camino y se retiró a Cambrai, donde murió.

## Matrimonio e hijos
Alonso Pérez de Vivero y Menchaca contrajo matrimonio con Aldonza Enríquez Mesía de Guzmán, con la que no tuvo hijos.